# 巴哈奇卡河 (普肖爾河支流)
巴哈奇卡河（烏克蘭語：Багачка），是烏克蘭的河流，位於該國東北部波爾塔瓦州，屬於普肖爾河的右支流，河道全長11.2公里，發源自奧爾利基夫希納，河口處在大巴哈奇卡東南面。